# Teatr Narodowy w Pradze

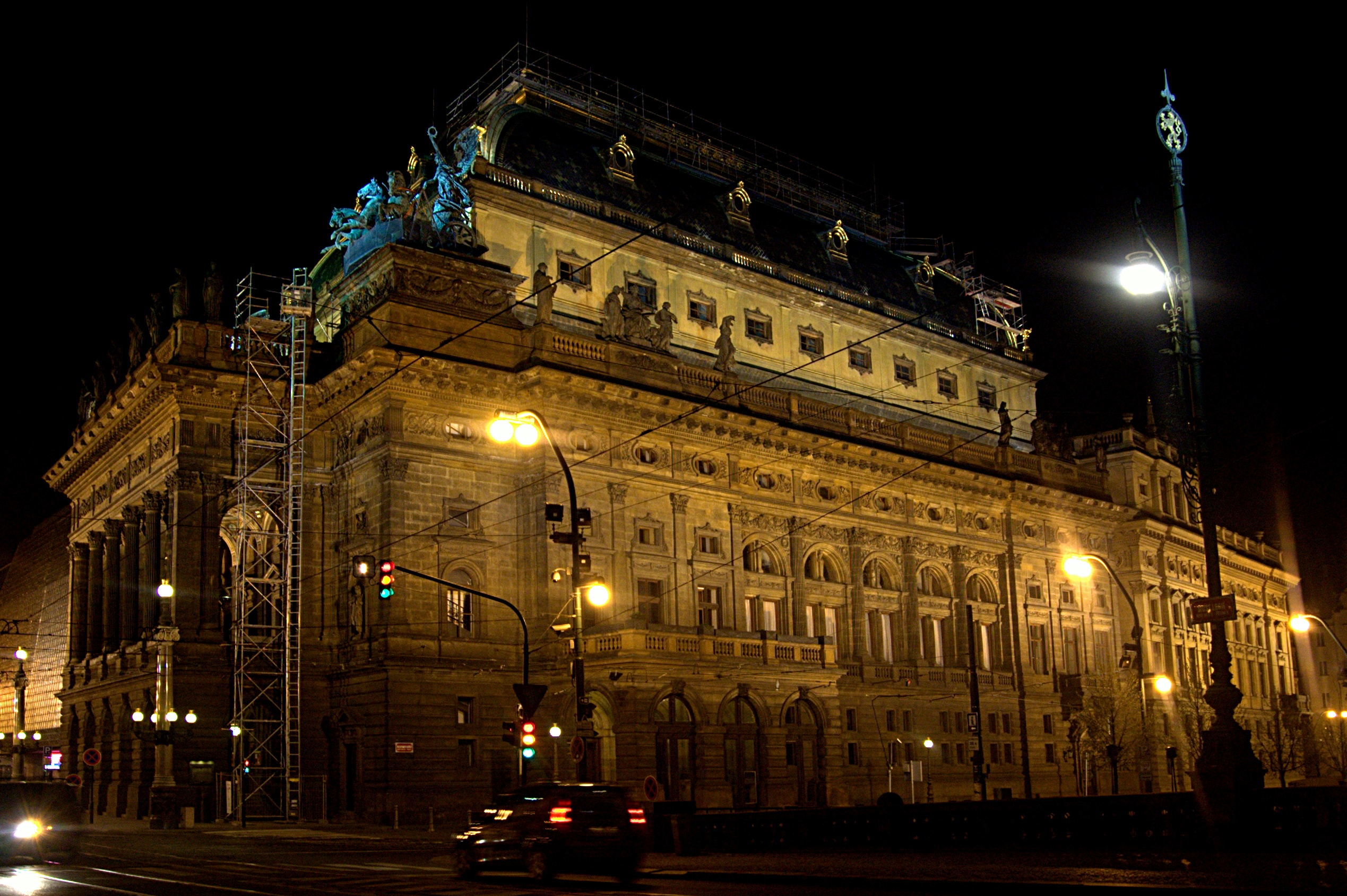
Teatr Narodowy nocą

Teatr Narodowy (cz. Národní divadlo) – teatr w Pradze zbudowany w stylu neorenesansowym, znany jako „Alma Mater czeskiej opery”, jak również krajowy pomnik historii i sztuki. Wpisany pod numerem 111. na listę Narodowych zabytków kultury Republiki Czeskiej. Położony jest przy ulicy Ostrovní 1 w dzielnicy Praha 1 (Nové Město).
W szerszym znaczeniu termin Národní divadlo odnosi się także do innych częściowo autonomicznych jednostek wchodzących w skład praskiego Teatru Narodowego jako instytucji.

## Historia
Teatr został zbudowany za pieniądze pochodzące ze zbiórek społecznych oraz darów ludności czeskiej. Akcje takie na dużą skalę trzeba było organizować dwukrotnie, ponieważ pierwotny budynek spłonął. Projektantem był Josef Zítek, a kamień węgielny (m.in. z góry Říp, poza tym w fundamentach teatru są kamienie z 19 miejsc, ważnych dla czeskiej historii i kultury) pod budowę Teatru Narodowego został wmurowany 16 maja 1868 roku, jednak prace szły dość opieszale.
W czerwcu 1881 roku urządzono tu w nadal nieukończonym teatrze dziesięciodniowy stagione dla przebywającego w Pradze austriackiego następcy tronu. Wystawiono m.in. po raz pierwszy Libuszę Bedřicha Smetany. W tym samym roku w sierpniu miał miejsce tragiczny pożar, który znacznie uszkodził budynek. Tym razem jednak prace renowacyjne poszły znacznie szybciej i już 18 listopada 1883 otwarto teatr inscenizacją tego samego dzieła Smetany. W prace wykończeniowe zaangażowani byli niemal wszyscy ważniejsi artyści ówczesnych Czech.
18 listopada 1983 w setną rocznicę powstania otwarto teatr ponownie po gruntownej renowacji trwającej od 1977 roku – także Libuszą Smetany. Teatrowi przybyło również nowe, futurystyczne skrzydło.

### Stan obecny
Dziś Teatr Narodowy składa się z trzech zespołów artystycznych, opery, baletu i dramatu, które na przemian grają w zabytkowym budynku Teatru Narodowego, w Teatrze Stanowym (Stavovské divadlo) oraz w Teatrze Kolowrat. Wszystkie trzy zespoły artystyczne wybierają swój repertuar zarówno spośród klasyki światowej, jak też prezentują kulturalną spuściznę rodzimych autorów, sięgają także po utwory współczesne.
1 stycznia 2012 do Teatru Narodowego przyłączyła się Opera Państwowa w Pradze – tym samym zespół wzbogacił się o piątą scenę.
Wśród ozdób można podziwiać dzieła M. Aleša, F. Ženíška, J. Mařáka, J. V. Myslbeka, V. Hynaisa, B. Schnircha. Na fasadzie uwagę przyciągają boczne ryzality, wewnątrz znajdują się malowidła Františka Ženíška w foyer i na sklepieniu widowni, a także kurtyny autorstwa Vojtecha Hynaisa.